# Штормовое газоконденсатное месторождение
Штормово́е газоконденса́тное месторожде́ние (укр. Штормове газоконденсатне родовище) — газоконденсатное месторождение, расположенное на шельфе Чёрного моря (Крым). Относится к Причерноморско-Крымской нефтегазоносной области.

## Характеристика
Расположено на шельфе Чёрного моря Каркинитско-Северо-Крымского прогиба. Структура обнаружена в 1978 году, поисково-разведывательные бурения проведены в период 1981—1994 года. Продуктивные — микрокристаллические трещенистые известняки нижнего палеоцена. Тип залежи — массивно-пластовый, склепенчастый. Режим залежи – гибководонапорный. Исследовательско-промышленная работа началась в 1993 году с морской стационарной платформы. Средний рабочий дебит скважин — 200 тыс. м³/сутки при депрессиях 7-11 МПа. Планируется разработка месторождения 16-ю скважинами с двух морских платформ. Начальные запасы добываемой категории А+В+С1: газа — 16 574млн. м³, конденсата — 1 272 тыс. тонн.

## Современное состояние
Эксплуатируется Черноморнефтегазом .